# دان كيرن
دان كيرن (بالإنجليزية: Dan Kieran)‏ هو محرر ومؤلف وصحفي وكاتب بريطاني، ولد في 10 يونيو 1975.